# Kougri-Koulga (Arbinda)
Pour les articles homonymes, voir Kougri-Koulga.
Kougri-Koulga est une commune située dans le département d'Arbinda, dans la province du Soum, région du Sahel, au Burkina Faso.